# Antonio Guarco
Antonio Guarco (Cesino, 1360 – Pavia, 16 marzo 1405) fu il 20º doge della Repubblica di Genova.

## Biografia

### Primi anni
Primogenito di Nicolò Guarco (doge di Genova dal 1378 al 1383) e di Linò Onza, Antonio Guarco nacque presumibilmente intorno al 1360 a Cesino, frazione di Genova situata nell'alta val Polcevera, ove la famiglia si era trasferita  da Parodi Ligure nel XII secolo, costruendovi un patrimonio immobiliare e commerciale legato alle attività delle ferriere e dei mulini che permise loro una rapida ascesa nella politica della Repubblica in seno alla fazione ghibellina. 
Il suo nome comparve per la prima volta nel 1383 quando, dopo la fine precipitosa del dogato del padre Nicolò, assieme agli zii padre, Isnardo e Ludovico fu costretto alla fuga via mare verso il Marchesato di Finale, quest'ultimo nelle mire cospiratrici degli Adorno e dei Fregoso. Esiliati presso la corte dei marchesi Del Carretto, riuscirono a far ritorno a Genova con l'elezione, sempre nel 1383, del doge Leonardo Montaldo. 
Per suggellare l'amicizia tra le due casate, nel 1384 Antonio sposò una figlia del Montaldo. Tuttavia, nel giugno di quell'anno il doge Montaldo morì a causa di una pestilenza, e fu eletto doge Antoniotto Adorno, nemico storico dei Guarco, che subito ne ordinò un nuovo bando dai confini genovesi. La famiglia, ancora costretta alla fuga, riparò nuovamente verso la corte del marchese Carlo Del Carretto il quale, tuttavia, consegnò al doge Adorno il padre di Antonio, l'ex doge Nicolò Guarco che morì imprigionato nel castello di Lerici. Antonio Guarco, morto il padre, probabilmente seguì gli zii nei loro traffici commerciali a Rodi e Cipro, colonie orientali della Repubblica di Genova.
Fu ancora una nuova nomina dogale, suo cognato Antonio Montaldo, nel giugno 1392, a riportare Antonio Guarco a Genova, dove venne accolto a corte come uno dei più stretti collaboratori del nuovo doge. Sventata all'inizio del 1394 una congiura di alcuni uomini vicini ad Antoniotto Adorno, nulla poté contro le nuove rivolte popolari che portarono alla caduta del cognato-doge Montaldo e alla successiva nomina del "popolare" Nicolò Zoagli.
Il dogato del Zoagli riportò in città la figura dell'Adorno e ciò creò, tra i vari malcontenti popolari e nobiliari, pure la plateale protesta di Antonio Guarco che gli costò alcuni giorni in carcere con l'accusa, poi infondata e prosciolta, di tradimento verso il doge; fu lo stesso Nicolò Zoagli, sentito il parere del Consiglio, a formalizzare il proscioglimento. Graziato dalle accuse, si fece tuttavia promotore di una rivolta verso il potere a palazzo con il sostegno, oltre della sua famiglia, pure dei Montaldo, dei Fregoso, di alcuni partigiani del cardinale e arcivescovo genovese Carlo III Fieschi e, addirittura, degli Adorno.
Costretto alla fuga il doge Nicolò Zoagli, lo stesso 17 agosto 1394 partirono le "trattative" tra i vincitori per il nuovo successore di palazzo Ducale. Non trovando un'intesa tra le parti, furono dei semplici dadi da gioco a decidere le sorti dei due principali contendenti, Antonio Guarco e Pietro Fregoso, e la "fortuna" girò in favore del primo.
La "nomina", che venne giudicata da tutti gli storici e annalisti dell'epoca come vergognosa, fu poi confermata da una pilotata assemblea di elettori compiacenti a mo' di legittimazione: il dogato di Antonio Guarco fu il ventesimo nella storia della repubblica.

### Il dogato
La bizzarra e inusuale procedura d'elezione inevitabilmente portò, appena due giorni dopo, ai primi malcontenti della piazza e del popolo genovese che cominciò a radunarsi nei principali luoghi di culto e pubblici per decidere un da farsi. Non accettato quindi dalla popolazione, a sostenere il dogato del Guarco, oltre ai guelfi, rimasero fedeli solo i Fregoso se pur dilaniati da intestine lotte di potere e di opposizione.
A completare il quadro già confuso fu nuovamente la comparsa della predominante figura di Antoniotto Adorno che, partito dal porto di Finale Ligure con una galea fornitagli dal marchese Carlo Del Carretto, il 22 agosto giunse a Genova assetato di potere. Qui trovò lo scontro armato con i soldati del doge Antonio Guarco e di suo cognato Antonio Montaldo che una volta arrestato lo condurranno alla prigionia presso una delle torri della Porta dei Vacca (su suggerimento del Montaldo) in custodia dai Fregoso. Accordi segreti tra l'Adorno, i Fregoso e pure dello stesso Antonio Montaldo porteranno tuttavia poco dopo alla fuga di Antoniotto e ciò provocò la reazione armata del doge Guarco che, sentendosi tradito su tutti i fronti, il 30 agosto mise in marcia verso il Castelletto circa 2000 soldati contro i ribelli traditori. L'attacco fu però fallimentare e lo stesso doge fu costretto ad asserragliarsi a palazzo Ducale inseguito ora dai Montaldo, con in testa suo cognato Antonio.

### Dopo il dogato
Nominato doge per la quarta volta Antoniotto Adorno, l'ex doge Guarco riuscì comunque a fuggire e a trovare un sicuro riparo a Savona, città che nel giro di pochi giorni convinse a ribellarsi contro il potere genovese suggerendo inoltre un atto di dedizione verso il signore di Asti: il duca Luigi I di Valois-Orléans, figlio del re Carlo V di Francia. L'avanzata di Antonio Guarco contro il dogato dell'Adorno si spinse fino all'Alessandrino, e a Lerma in particolare, dove riuscì ad impadronirsi del locale castello (da poco sotto la giurisdizione genovese) anche grazie all'aiuto di Gian Galeazzo Visconti, suocero del duca francese. E proprio nel castello di Lerma il 28 febbraio 1395 venne firmata una trattativa con il signore di Milano per la creazione di una "lega anti-Adorno".
Abbandonato il castello lermanese per l'assedio perpetrato dalle truppe genovesi nella stessa estate, Antonio Guarco trovò un aiuto ancora da suo cognato Antonio Montaldo che gli offrì la custodia del castello di Montaldo, presso Gavi. Anche forte di nuovi fanti e cavalieri inviati dall'alleato duca, procedette ancora nella sua personale guerra contro il doge Antoniotto Adorno dando vita ad assedi e assalti lungo la val Polcevera e fino alle porte di Genova con l'intento di sollevare la folla e quindi provocarne la caduta.
Nemmeno con la successiva dedizione genovese verso la corona francese, dall'ottobre 1396, cessò l'odio di Antonio Guarco verso Antoniotto Adorno, quest'ultimo lasciate le vesti da doge per indossare quelle da governatore di Genova per conto del re Carlo VI di Francia. Nel febbraio del 1397 assieme al cognato Antonio Murialdo mosse un nuovo attacco all'Adorno partendo dal castello di Ronco Scrivia, quindi raggiungendo il borgo di Campomorone dove trovò però la fiera opposizione delle milizie degli Spinola e dei Fieschi. La prigionia dei due durò comunque pochi giorni in quanto saranno liberati dagli stessi signori feudali, questi ultimi si vicini alla corona d'oltralpe ma nemici comuni del governatore Adorno.
Con la sollevazione dall'incarico dell'Adorno nel marzo 1397, e la nomina del nuovo governatore Vallerano di Lussemburgo (conte di Saint Pol), Antonio Guarco arrivò ad una tregua con l'ex governatore trattando con il secondo la restituzione al comune di Genova del castello di Montaldo di Gavi in cambio del perdono delle sue scorrerie e di una pensione annuale di 4000 fiorini. L'allontanamento forzato da Genova impostagli scatenò però dopo pochi mesi, nel 1398, la violazione dei patti concordati con il governatore Vallerano tanto che a Chiavari, assieme all'ormai fedele Antonio Murialdo e Antonio da Cogorno, organizzò un complotto anti francese. Con l'accusa di tradimento fu arrestato dal podestà di Genova, ma poco dopo liberato dal governatore regio Pierre Fresnel (vescovo di Meaux) che gli propose la carica di capitano di Famagosta: di fatto un nuovo allontanamento "per motivi di stato" da Genova. Offeso e scontento, Antonio Guarco mal digerì così tanto l'investitura che appena nominato pretese, e gli fu concessa, un'immediata sospensione a tempo indeterminato dalla carica e un seggio tra le file del Consiglio degli anziani.
Se pur con qualche incertezza, venne inviato nel luglio 1398 con Antonio Montaldo presso le insorti vallate del genovese con l'intento istituzionale di rappacificare il popolo di quelle terre con il governo francese, ma l'operato dei due fu talmente controverso che a Genova nacquero ben presto sospetti su possibili complotti inversi. E la prova fu certa e confermata quando poco dopo non solo il Guarco e il Montaldo non accettarono di fare ritorno nel capoluogo, ma anzi si fecero promotori di nuove rivolte in diverse parti della città. Per la paura scappò il governatore Pierre Fresnel, che s'imbarcò per raggiungere Savona e quindi Asti, lasciando dietro di sé una Genova senza governo, in preda ad una guerra tra fazioni guelfe e ghibelline e nel mezzo di una terribile pestilenza che causò, tra gli altri, la morte del cognato Antonio Montaldo e dell'acerrimo nemico Antoniotto Adorno.
Gli scontri in città proseguiranno anche oltre il 28 luglio 1398, giorno in cui le due fazioni troveranno un'intesa e una tregua, e solamente con la nomina del nuovo governatore Collart de Colleville la situazione tornò lentamente alla normalità. Nonostante le premesse pacifiche, dal 1400 nuovi scontri con relative ripercussioni in città riprenderanno tra le famiglie Guarco-Montaldo e gli Adorno e l'incapacità del governatore di porre un rimedio alla soluzione porteranno i cittadini genovesi ad eleggere Battista Boccanegra (cognato del Guarco dopo lo sposalizio con Benedetta Boccanegra) in sostituzione del governatore francese, elezione popolare che però non venne riconosciuta dal re di Francia e che anzi ordinò al fuggito Collart de Codeville (riparato a Savona) di riprendere il controllo a Genova. Gli scontri tra famiglie coinvolsero pure la dominazione francese che dovette porre una forte resistenza armata presso il presidiato Castelletto, difesa che inevitabilmente portò alla discesa in campo di altre famiglie genovesi alleati della corona d'oltralpe quali i Fregoso, gli Adorno e pure dei Montaldo. L'accrescere del malcontento popolare e l'isolamento politico portarono il 21 marzo 1400 alle dimissioni del governatore popolare Battista Boccanegra nonostante le insistenze del cognato e alleato Antonio Guarco. Al suo posto il popolo elesse il 26 marzo un altro esponente locale, Battista De Franchi Luxardo, ma pure quest'ultimo non riconosciuto ufficialmente dal re di Francia. Inizialmente Antonio Guarco trovò un seggio come consigliere anziano, ma fu una carica poco dopo estromessa dallo stesso governatore che instaurò in una Genova in preda a guerre di famiglie nobiliari un mandato rigidamente "del popolo".

### Gli ultimi anni
In un clima anti-nobiliare, nel 1401 lasciò il capoluogo genovese per recarsi stabilmente nella colonia genovese di Cipro alla corte del re Giano di Cipro. Bandito ufficialmente da Genova su decisione del nuovo governatore Jean II Le Meingre, grazie all'appoggio del nuovo alleato cipriota Antonio Guarco si "riprese" d'ufficio nel 1402 la reggenza sulla città di Famagosta nonostante il diniego impartito da Genova. Nella città cipriota, col titolo di podestà, fu però artefice di molteplici scorribande lungo le coste della Siria e ciò provocò un'accesa protesta da parte della Repubblica di Venezia e del sultanato in Egitto; e proprio ad Alessandria d'Egitto si scatenò la reazione maggiore con la confisca, a mo' di ritorsione contro i Genovesi, dei beni dei mercanti cristiani. Il nuovo scontro in Oriente, causato esclusivamente dal Guarco, spinse allora il Senato di Genova ad inviare subito una spedizione armata per riportare la calma e quindi la "regolare" sottomissione al governo genovese di Famagosta. Tradito pure dal re di Cipro, non aspettò però lo scontro armato con i soldati genovesi e frettolosamente lasciò l'isola per raggiungere nuovamente l'Italia.
Raggiunta Pavia nel 1404 alla corte della signoria di Gian Galeazzo Visconti non esitò ad organizzare, aizzato e pagato dai Veneziani, una possibile rivolta genovese ai danni della corte francese. Qui fu però raggiunto da alcuni sicari assoldati dal governatore Jean II Le Meingre che il 28 febbraio 1405, durante una passeggiata fra le strade della città, assalirono Antonio Guarco con stiletti avvelenati che lo portarono alla morte il 16 marzo.